# Queco Piña
Sergio Piña Cousillas (La Coruña, España, 19 de julio de 1980) es un exfutbolista y entrenador español. Actualmente es entrenador de porteros en el Real Sporting de Gijón.

## Trayectoria como futbolista
Queco Piña se formó en la Escuela de Porteros de La Torre, tutelada por el Orillamar, club coruñés en el que jugaría en sus inicios hasta debutar con el primer equipo de la entidad en la Regional Preferente. En verano de 1997 Piña ficha por las categorías inferiores del Deportivo, para incorporarse a los equipos juveniles de la entidad blanquiazul. Hace su debut en categoría senior en la 98-99 siendo cedido al Sporting Club Meicende de la Primera Regional Gallega que por aquel entonces era la Preferente Autonómica de Galicia. Vuelve al filial del Dépor que recién descendido a Tercera para devolver al equipo a Segunda B con Dani Mallo como compañero en la portería.
En la temporada 00-01 Queco Piña ficha por el Celta "B", filial olívico con el que volvería a lograr el ascenso a la 2ª División B tras concluir la liga regular como Campeón del grupo I de Tercera y con el que ganaría además la Copa Federación de dicha temporada. En la temporada 02-03 Queco Piña ficha por el Club Deportivo Ourense, equipo gallego también del grupo I de la Segunda División B. Queco Piña tuvo un comienzo muy prometedor, porque en Galicia y con el Club Deportivo Lalín consiguió el Zamora de la Tercera División. 
En la temporada 04-05 ficha por el Racing de Ferrol con el que jugaría durante las cuatro campañas siguientes. Sin duda su mejor etapa fue la que pasó con "Os diaños verdes", lo que le valdría para brillar durante gran parte de su estancia en el club, incluida la ocasión en que fue convocado en 2007 para el partido de la Selección de fútbol de Galicia contra Camerún, partido en el que disputó unos cuantos minutos repartiéndose la portería entre Diego López y él.
En el Alicante C. F. en una temporada para olvidar, por la mala gestión de los dirigentes del club tuvo que centrarse más en los asuntos extradeportivos que deportivos. En 2010 tras las bajas de los guardametas donostiarras Asier Riesgo y Claudio Bravo se anunció que el gallego firmaría con la Real Sociedad en los cinco partidos que restaban para el final de la Segunda División, aunque finalmente su fichaje se frustró debido a problemas a la hora de tramitar la ficha.
En 2012 firma con el Celta de Vigo "B", club en el que ya militó entre 2000 y 2002. Refuerza la portería del filial ante la baja de Yoel y las convocatorias de Rubén Blanco con el primer equipo celeste y con la Selección Española sub-17. El día 15 de abril anota un gol desde su portería tras un saque de puerta, y después de volar el balón durante 100 metros, durante el transcurso del partido que enfrentaba al Rayo "B" y al Celta "B". Justo antes de finalizar el año se formaliza su fichaje por el Orihuela Club de Fútbol. En el mercado de invierno fichó por el Club Deportivo Leganés en la que realizaría un final de campaña bastante bueno, pero a la temporada siguiente estuvo inédito nada más que para los cuatro partidos de Copa que disputó con el Lega. Sin embargo, su buena etapa en el Leganés le valieron para fichar por un Huesca que se convertiría en el equipo revelación de la temporada 2016-17, de la que al final de ésta acabaría su contrato y colgaría las botas.

## Trayectoria como entrenador
En octubre de 2017 el Club Deportivo Leganés anunciaría que Queco Piña se convertiría en el preparador de porteros del club pepinero.
En enero de 2020, Queco Piña regresa al Club Deportivo Leganés como entrenador de portero del primer equipo, y posteriormente acompaña a Asier Garitano en ese cargo en el Club Deportivo Tenerife y en el Real Sporting de Gijón.

## Clubes
| Club                             | País   | Año       |
| -------------------------------- | ------ | --------- |
| Sporting Meicende                | España | 1998-1999 |
| R. C. Deportivo de La Coruña "B" | España | 1999-2000 |
| R. C. Celta de Vigo "B"          | España | 2000-2002 |
| C. D. Ourense                    | España | 2002-2003 |
| C. D. Lalín                      | España | 2003-2004 |
| Racing de Ferrol                 | España | 2004-2008 |
| Alicante C. F.                   | España | 2008-2009 |
| S. D. Ponferradina               | España | 2010-2011 |
| R. C. Celta de Vigo "B"          | España | 2012      |
| Orihuela C. F.                   | España | 2012-2014 |
| C. D. Leganés                    | España | 2014-2016 |
| S. D. Huesca                     | España | 2016-2017 |

## Palmarés

### Campeonatos nacionales
| Título          | Club                    | País   | Año  |
| --------------- | ----------------------- | ------ | ---- |
| Copa Federación | R. C. Celta de Vigo "B" | España | 2002 |